# Lars Peter Wåhlin
Lars Peter Wåhlin, född den 23 juli 1772 i Glimåkra socken, Kristianstads län, död den 9 september 1834, var en svensk präst och lärd- Han var brorson till Christian Wåhlin och kusin till Johan Peter Wåhlin.
Wåhlin blev student vid Lunds universitet 1782 och filosofie magister 1790 samt ingick 1791 som extra ordinarie kanslist i Utrikesexpeditionen. Sedan han ett år idkat studier i Uppsala, utnämndes han 1793 till docent i lärdomshistoria vid Lunds universitet, prästvigdes 1800, avlade samma år teologie kandidat- och 1801 teologie licentiatexamen samt blev sistnämnda år adjunkt i historia och latinsk vältalighet.
Wåhlin utgav 1798 en vitter månadsskrift, "Carolina",  som emellertid, sannolikt på grund av sin ironiska ton, blev mycket kortlivad. Han skrev ett tjugotal akademiska avhandlingar, och hans föreläsningar var mycket besökta. Utnämnd till kyrkoherde  i  Farhult (Lunds stift) 1805, erhöll han 1809 teologie doktors och 1810 prosts titel. 1819 förflyttades han till Norrvidinge pastorat i samma stift.
Fastän sedan 25 år tillbaka avlägsnad från det akademiska livet, sökte Wåhlin 1829 den efter farbrodern lediga första teologie professuren och domprostsysslan i Lund, men tillbakasattes. Vad som under befordringsstriden kanske mest motarbetade Wåhlin var hans egen, ofta och kraftigt uttalade, men obestridligen berättigade övertygelse om sin överlägsenhet emot de övriga sökandena.
Wåhlin var en lärd prästman med ovanligt mångsidig vetenskaplig och humanistisk bildning. Han utarbetade bland annat en postilla, Andaktsbok för enskild gudstjenst (2 band,  1827-28).